# 米特尔赖登巴赫
米特尔赖登巴赫是德国莱茵兰-普法尔茨州的一个市镇。总面积5.07平方公里，总人口755人，其中男性392人，女性363人（2011年12月31日），人口密度149人/平方公里。